# Jozef Pauly
Joseph Victor Albert (Jozef) Pauly ( Antwerpen, 28 mei 1905 – Bergen, januari 1974) was een Belgisch violist, maar vooral muziekpedagoog.
Hij was zoon van klerk Marie Henri Joseph Julie Pauly en Marie Desirée Justine Roche.
Hij kreeg zijn muziekopleiding aan het Koninklijk Vlaams Conservatorium in zijn geboortestad. Hij behaalde daarbij eerste prijzen voor notenleer (1922) en viool bij Désiré Defauw (1923) en studeerde er harmonieleer bij Edward Verheyden. Er volgden nog studies aan de Schola Cantorum de Paris in Parijs bij Vincent d'Indy alsook pianolessen bij Lucien Capet. Hij werd violist en concertmeester in het Koninklijk Vlaams Orkest en was werkzaam in een pianotrio met Jef Maes (altviool) en Ogier De Meyere (piano).
Daarna volgde een lange tocht in de muziekopleiding. Hij was eerst werkzaam aan de muziekschool van Wilrijk. In 1942 richtte hij de Muziekacademie in Ekeren op, waar hij gedurende zijn loopbaan docent viool, muziektheorie en vanaf 1945 directeur was. De muziekschool kreeg al tijdens de Tweede Wereldoorlog uitbreidingen in andere kernen, maar hij mocht nog geen directeur worden (genoemd). Na het seizoen 1970/1971 ging hij met pensioen; hij werd opgevolgd door Edgar Meulemans en Ivan Leire (vanaf 1973/1974).
De muziekschool, die een tijdlang de naam "Academie voor Muziek, Woord en Beeld" droeg bestaat ook in 2021: "Academie Ekeren", gevestigd aan de Ferdinand Pauwelsstraat 102 in Antwerpen. Het studentenorkest draagt of droeg zijn naam Jozef Pauly Ensemble.
Een van zijn leerlingen is Emile Van Lommel.
Van hem is een beperkt aantal composities bekend waaronder Feestzang en Legende van Veltwijck op teksten van Frans Bresseleers en de Rijswijckcantate.
Pauly was tevens begenadigd tekenaar en kunstschilder.